# Джованна Висконти
Джованна Висконти (Giovanna Visconti) (р. ок. 1297, ум. 1339) — титулярная юдикесса (судья) Галлуры с 1298. 
Дочь Уголино Висконти и Беатриче, дочери Обиццо II д’Эсте. Последняя представительница династии галлурских Висконти.
Её отец лишился власти в Галлуре, захваченной республикой Пиза. После его смерти Джованна Висконти, бывшая ещё ребёнком, приняла титул судьи.
Воспитывалась в Милане при дворе своего отчима Галеаццо I Висконти.
Её попытки утвердиться в Галлуре оказались тщетными. В конце концов она продала права на юдикат правителю Милана Аццоне Висконти, своему единоутробному брату (сыну матери от второго мужа). Тот, в свою очередь, перепродал их королю Арагона Хайме II, который завоевал Галлуру в 1323-1324 гг., после чего объявил себя королём Сардинии.
Джованна Висконти 13 ноября 1309 года вышла замуж за Риццардо II да Камино (убит в 1312), сеньора Тревизо. Детей не было.